# Eristavi
Eristavi (Georgisch: ერისთავი; letterlijk: hoofd van het volk) was een Georgische feodaal titel, dat ongeveer gelijk is aan het Byzantijnse strategos en vertaald wordt als hertog. In de Georgische aristocratische hiërarchie was het een titel van een derderangs prins of een gouverneur.
Sommige hooggeplaatste eristavis werden de titel Eristavt-eristavi (Georgisch: ერისთავთ-ერისთავი; letterlijk: hertog der hertogen) verleend, maar het is onwaarschijnlijk dat andere Eristavis ondergeschikt waren aan hem. Erismtavari (Georgisch: ერისმთავარი; letterlijk: leider van het volk) was een soortgelijke titel die gegeven werd aan de pre-Bagrationiheersers van Iberië.

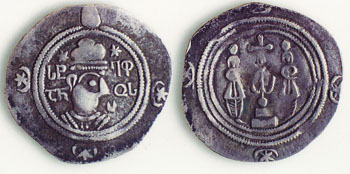
Zilveren munt met Georgische inscripties, geslagen door Erismtavari Stephanoz I van Georgië, VII eeuw.

## Eristavi-families
- Abazasdze
- Abuserisdze
- Tsjortsjaneli
- Chosroïden
- Dadiani
- Eristavi van Aragvi
- Eristavi van Goeria
- Eristavi van Ksani
- Eristavi van Ratsja
- Gelovani
- Ghobiari
- Goearamiden
- Goerieli
- Jaqeli
- Kachaberisdze
- Liparitiden
- Nersianiden
- Panaskerteli
- Sjervasjidze
- Soerameli
- Thornikios
- Vardanisdze